# 川崎政司
川崎 政司（かわさき まさじ、1960年〈昭和35年〉 - ）は、日本の国会職員。第13代参議院法制局長。

## 来歴
1960年（昭和35年）、岩手県で出生。1983年（昭和58年）、慶應義塾大学法学部法律学科を卒業。参議院法制局入局後、第3部副部長、第一部長、法制次長などを歴任。
2020年（令和2年）12月4日、参議院法制局長に就任。